# 厚木市荻野運動公園競技場
厚木市荻野運動公園競技場（あつぎしおぎのうんどうこうえんきょうぎじょう）は、神奈川県厚木市が所有・運営する競技場で、日本陸上競技連盟第二種公認競技場で、厚木市初の都市基幹公園及び総合運動公園として整備された厚木市荻野運動公園内に立地している。2009年にフィールド部を改修し、105m ×　68m　のピッチサイズに拡張され、あわせてウィンターオーバーシードを実施し、通年サッカー・ラグビーで使用できるようになった。またH28年に円盤投げ用のネットなども追加された。

## 概要
1989年10月の供用開始以来、日本女子サッカーリーグ（なでしこリーグ）、関東大学サッカーリーグなどの試合が行われている。
2005年7月30日に厚木市政50周年とTUBEのデビュー20周年を記念しボーカルの前田亘輝の故郷でもあったことからTUBE毎年恒例の野外ライブの初日が行われた。
2016年9月10・11日は当地にていきものがかりのライブが開催された。

## 施設
- 日本陸上競技連盟第2種公認
- トラック：400m×8レーン（全天候型）
- 照明設備　鉄塔式4基　300ルックス
- 得点板

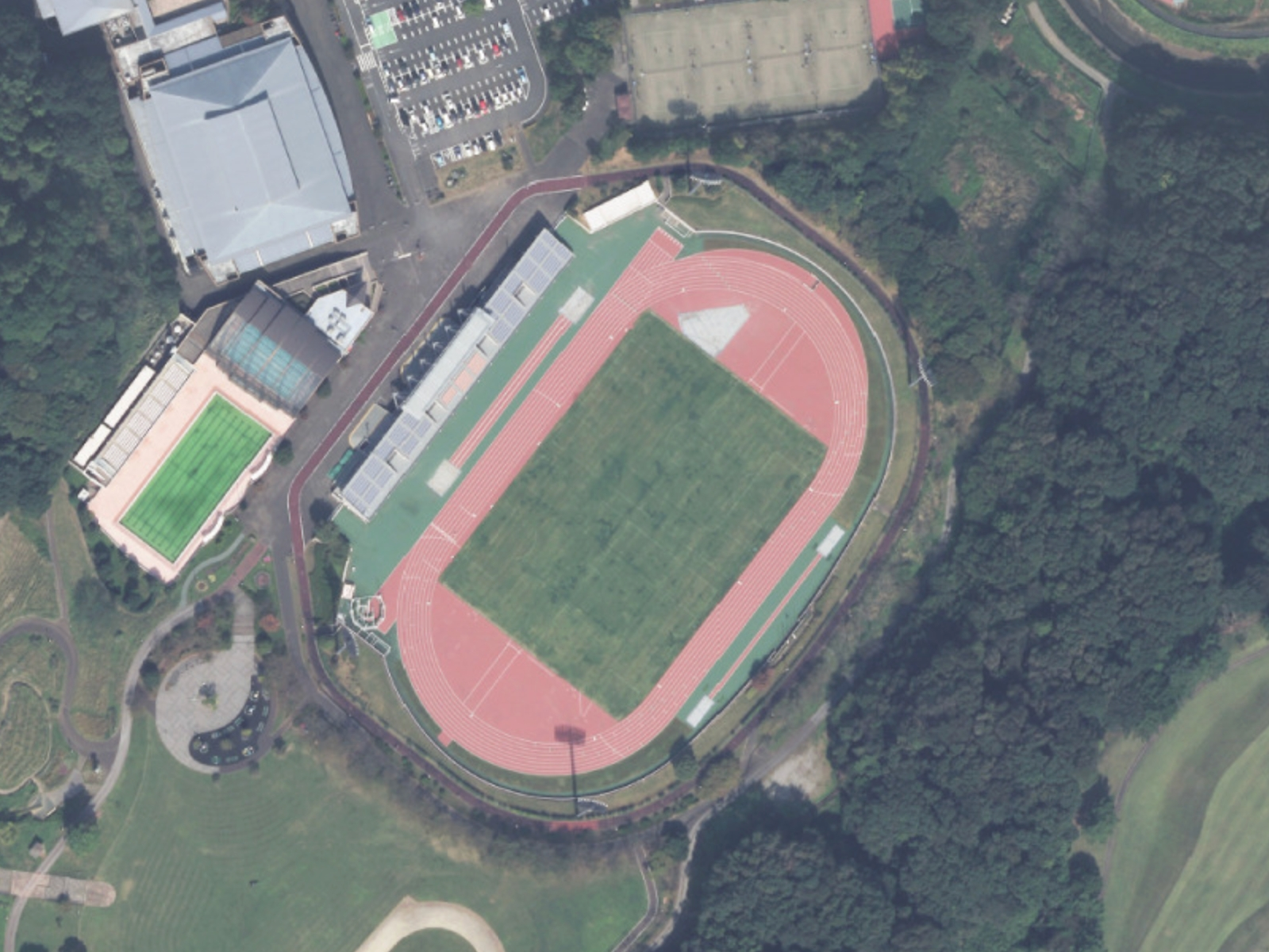
2010年の航空写真（国土地理院作成）

- その他:更衣室、シャワー室、事務室、医務室、記録室、放送室、記者室
- 駐車場：500台
- ティフトン＋ペレニアルライグラス（ウィンターオーバーシード）

## 厚木市荻野運動公園の施設
- サブトラック（200m）
- ランニングコース（600m）
- 体育館（メインアリーナ・サブアリーナ・多目的室・会議室）
- プール（25m温水プール：通年営業　50m屋外プール：7,8月のみ営業）
- テニスコート（人工芝4面）
- 多目的広場
- 遊具広場
- 野草園 - 「厚木市荻野運動公園野草園」で、平成7年度手づくり郷土賞（自然部門）受賞。